# Schwenkia lateriflora
Schwenkia lateriflora là loài thực vật có hoa trong họ Cà. Loài này được (Vahl) Carvalho miêu tả khoa học đầu tiên năm 1969.